# Sohatu
Sohatu é uma comuna romena localizada no distrito de Călăraşi, na região de Muntênia. A comuna possui uma área de 84.17 km² e sua população era de 3211 habitantes segundo o censo de 2007.